# Sanjay Gandhi
Pour les articles homonymes, voir Gandhi (homonymie).
Sanjay Gandhi (né le 14 décembre 1946 et décédé le 23 juin 1980) est un homme politique indien. Fils cadet de la Première ministre Indira Gandhi, il est pressenti pour lui succéder mais meurt prématurément dans un accident d'avion.

## Biographie
Fils cadet d'Indira Gandhi et de son époux Feroze, Sanjay Gandhi étudie à la prestigieuse Don School. Il devient l'un des plus proches collaborateurs de sa mère qui en fait son "dauphin". C'est avec son soutien que Sanjay Gandhi s'engage dans la fabrication d'une petite voiture populaire nationale destinée aux classes moyennes dans le cadre de sa société automobile, Maruti. Les avantages dont celle-ci bénéficie auprès des autorités valent alors au Premier ministre des accusations de népotisme.
Très influent auprès d'Indira Gandhi bien que ne disposant d'aucun mandat électif, il connaît une ascension politique fulgurante et joue un rôle controversé durant l'état d'urgence (1975-1977) dont il est un des instigateurs et au moment duquel il rédige lui-même la liste des chefs de l'opposition à arrêter. Promu à la tête des Jeunesses du Parti du Congrès, il leur fixe en 1976 un programme en 5 points : enseigner une personne, planter un arbre, abolir la dot, éliminer le système des castes et contrôler la natalité. Il s'implique ainsi personnellement dans le programme de planification familiale et en particulier dans la campagne de stérilisations menée à bien. Il parvient à placer ses fidèles au sein du cabinet fédéral, à l'instar de Bansi Lal (en) qui devient ministre de la Défense. Sa pensée politique est marquée par un anticommunisme affiché et il se montre un fervent partisan de l'entreprise privée et d'une libéralisation de l'économie.
En 1977, Indira Gandhi décide contre toute attente de l'organisation d'élections qui voient pour la première fois une défaite du parti du Congrès. Lui-même vaincu alors qu'il se présente pour la première fois, Sanjay Gandhi est arrêté par le nouveau gouvernement du Janata (en) et effectue de multiples séjours en prison. Les dissensions au sein de la coalition gouvernementale et la rivalité entre ses dirigeants à l'instar de Morarji Desai et Charan Singh permettent un retour en grâce d'Indira Gandhi dans l'opinion et la tenue d'élections anticipées. Alors qu'elle retrouve le pouvoir en 1980, Sanjay Gandhi est élu pour la première fois député dans la circonscription d'Amethi, dans l'Uttar Pradesh. S'il reste délibérément écarté du gouvernement par sa mère, il impose ses hommes aux élections régionales et au sein du cabinet. Indira Gandhi s'appuie sur Sanjay en particulier en matière de politique intérieure et il apparaît de plus en plus comme l'avenir de la dynastie.
Il meurt brutalement le 23 juin 1980 dans un accident aérien, déstabilisant fortement sa mère qui en avait fait l'héritier de la dynastie des Nehru-Gandhi. Cet évènement marque l'entrée sur la scène politique de son frère aîné Rajiv Gandhi sur l'insistance d'Indira Gandhi qui encourage dès lors son ascension.
La veuve de Sanjay Gandhi, Maneka Gandhi, avec laquelle il eut un fils, Varun Gandhi, entre en rivalité avec sa belle-mère. Elle reprend en main le mouvement initié par son époux et entame une carrière politique en se rapprochant de l'opposition au parti du Congrès et en créant en 1983 une nouvelle formation politique, le Rashtriya Sanjay Manch (RSM). Elle est proche du BJP.